# Pico de Cuervo

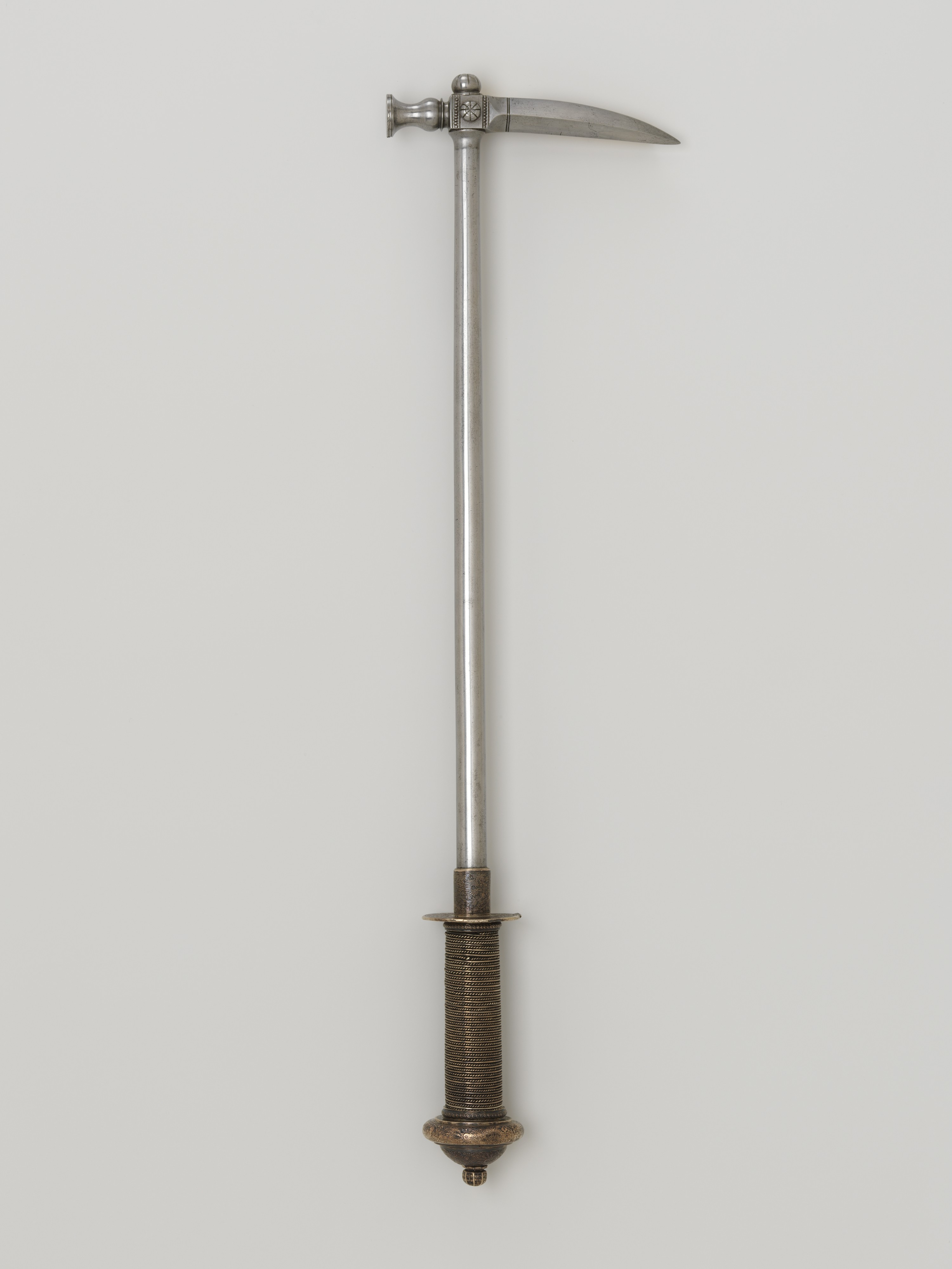
Ejemplar de un pico de cuervo del Museo Metropolitano de Nueva York, Estados Unidos.

El Pico de Cuervo es una subcategoría de arma contundente a una mano que se caracteriza por poseer un peto (pico) de la cabeza de armas largo y curvado a semejanza del pico del ave que le da su nombre. Se presenta con arma de hacha o de martillo en su lado opuesto.
En francés, al Pico de Cuervo se le llama también Bec de Faucon (literalmente, "pico de halcón"), pero se refiere más a la forma de la cabeza de armas, ya que se emplea también para armas enastadas. 

## Orígenes
El Pico de Cuervo es una subcategoría de los martillos y hachas de armas que se comenzó a desarrollar como solución ofensiva contra las armaduras blancas (llamada también arnés: completa de placas metálicas). Por tanto, es un arma que se desarrolló muy probablemente a partir del siglo XIV, ya que el desarrollo del arnés empezó con las armaduras de placas y mallas del siglo XIII al XIV.
En su forma primitiva, el Pico de Cuervo, al igual que sus "primos" el martillo y maza de armas, podría ser un desarrollo de herramienta campesina o minera. Pero, dado que es una "arma especializada" para perforar arneses, es un arma completamente militar.

## Morfología
El Pico de Cuervo es un arma contundente a una mano, lo que implica que se trata de un arma corta (debido a su peso) de unos 50 a 80 cm. Suele tener su mango de madera reforzado por bandas metálicas, o bien totalmente metálico. Su cabeza armada se compone de un pico largo y curvado -el que le da su nombre-; su "peto" (es decir, el arma secundaria de una "cabeza" de arma blanca) suele ser un martillo u otro pico, o bien -las menos- una hoja de hacha; eso sí, más ligera de lo normal.[cita requerida]
- Datos: Q2142182
- Multimedia: War hammers / Q2142182